# Abadía de Santa María del Monte
La abadía de Santa Maria del Monte es una abadía católica ubicada en Cesena, Italia. Su voluminosa presencia se yergue en la Colle Spaziano (colina Spaziano).
A comienzos del siglo XI (1001 al 1026) se construyó una basílica con tres naves y finalmente se fundó un Monasterio Benedictino en honor al obispo Mauro, luego santificado, que tenía por costumbre ascender a la colina a rezar.
Entre 1536 y 1548 la iglesia adquirió su apariencia actual sobre la base de un diseño de Domenico Gravini de Brisighella sobre una idea original de Bramante. Como centro de la vida artística de Cesena la Basílica del Monte también se benefició del trabajo de los mejores artistas en la zona de Cesena: Scipione Sacco, Girolamo Longhi y Francesco Masini. Hay también otras obras importantes atribuidas a Francesco Morandi, conocido como el Terribilia, el cual construyó la cupola (domo) (decorada por Francesco Masini entre 1568 y 1571) y la escalinata original de piedra, y a Alessandro Corsi quien en 1588 creó el aljibe monumental del Gran Claustro.

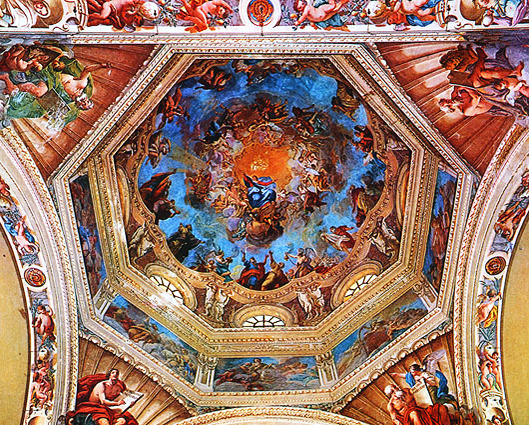
Frescos del Domo de la Abadía de Santa Maria del Monte.

Detrás del altar principal se destaca el coro de madera realizado por Giuseppe d’Alberto di Scalva tarea que fue finalizada en 1575.
Una serie de eventos desafortunados condujeron a una crisis para las construcciones benedictinas que duró unos cien años y que fue agravada por el terremoto de 1768 el cual destruyó la cupola (domo) de la basílica. La cupola fue reconstruida por Pietro Carlo Borboni y decorada por Giuseppe Milani entre 1773 y 1774.
La abadía es famosa por alojar la colección de ex-voto más rica de Europa (tablas alegóricas que poseen una antigüedad que en algunos casos alcanza los 500 años), y por su laboratorio de restauración de libros antiguos que se encuentra en funcionamiento aun en la actualidad.